# Стрепінг стрічка пакувальна
Пакувальна стрепінг стрічка (також стрепінг стрічка, також бандажна стрічка) - це особливий вид стрічок, які використовуються для обв'язування палет та іншого виду вантажів з метою їх транспортування на далекі відстані, а також для зберігання продукції на складі. Стреппінг стрічка забезпечує цілісність вантажу, а також його надійну фіксацію.
Виділяють чотири основні різновиди пакувальної стрічки:
- Поліпропіленова (ПП, PP) стрічка
- Поліестерова (ПЕТ, PET) стрічка
- Металева стрічка
- Кордова стрічка

Використання тієї чи іншої стрічки обумовлюється вагою вантажу, умовами довкілля та особливостями транспортування. Технічні вимоги до обвя'зки вантажів пакувальною стрічкою зазначені у ДСТУ 3100-98.

## Поліпропіленова стрічка
Поліпропіленова стрічка це полімерна стрічка, яка виготовляється з гранул поліпропілену. У процесі виготовлення гранули попередньо рамплавлюються, після чого піддаються екструзії. Цей спосіб дозволяє робити велику кількість типорозмірів виробу.
Поліпропіленова стрічка вважається найслабшою зі всіх пакувальних стрічок і здатна витримати навантаження до двох тонн. Цього цілком достатньо для транспортування більшості вантажів, а також для їхнього експорту.

#### Переваги стрічки
- Поліпропіленова стрічка добре гнеться і Ви легко зможете намотати її на кулак. Гнучкість дозволяє легко обертати її навколо товару.
- Ціна на неї найнижча, у порівнянні з переліченими вище стрічками.
- Стрічка не шкодить упакованому товару, але в окремих випадках здатна продавлювати кути картонних коробок. Тому рекомендується підкладати спеціальні захисні куточки.
- ПП стрічка стійка до різних негативних факторів довкілля.

#### Недоліки поліпропіленової стрічки
- Стрічка може стиратися о гострі кути товару
- У процесі транспортування натяг стрічки може послабшати

## Поліестерова стрічка
ПЕТ стрічка виготовляється із переробленої PET (поліестерної) тари (наприклад, із пластикових пляшок). Вона жорсткіша, порівняно з ПП стрічкою. Для порівняння, обмотати довкола кулака її буде не так просто.
Що стосується цінової категорії, вона є проміжним варіантом між металевою та поліпропіленовою стрічкою. При цьому її розривне навантаження наближено до першої.
ПЕТ стрічка дозволяє обв'язувати особливо важкі вантажі вагою понад дві тонни. Найчастіше її використовують для морських перевезень.

#### Переваги пакувальної ПЕТ-стрічки
- Міцність та стійкість до розтягування. ПЕТ-стрічка має високу міцність та стійкість до розтягування. Це дозволяє їй надійно упаковувати вантажі, уникаючи при цьому її розривів чи інших ушкоджень.
- Стійкість до зовнішніх впливів. Пакувальна ПЕТ-стрічка стійка до впливу вологи, хімічних речовин та ультрафіолетових променів. Це гарантує збереження товару у процесі транспортування та зберігання.
- Економічність. ПЕТ-стрічка більш економічна, якщо порівнювати її з металевою або кордовою стрічкою
- Екологічна безпека. ПЕТ-стрічка є екологічно безпечним матеріалом, який може бути перероблений та використаний повторно.

#### Недоліки пакувальної ПЕТ-стрічки
- Потребує спеціального обладнання. Для упаковки товарів з використанням ПЕТ-стрічки потрібне спеціальне обладнання, що може стати проблемою для деяких підприємств.
- Не підходить для важких вантажів. ПЕТ-стрічка здатна пакувати такі вантажі, проте має свої обмеження і для найважчих видів товару обирають металеву стрепінг стрічку.
- Вплив температури. При підвищених температурах ПЕТ-стрічка може втрачати міцність та стійкість до розтягування.

## Металева стрічка
Металева стрічка є найміцнішою з усіх розглянутих. Найчастіше застосовується для транспортування найважчих і найцінніших вантажів морем чи автомобільним транспортом. На сьогодні вона зустрічається у двох різновидах: з покриттям (нагартована) та без нього (ненагартована). Покриття робить стрічку стійкою до корозії.
Однією з її особливостей є те, що для неї не потрібне спеціальне кріплення, спеціальне обладнання дозволяє її скріпити безгільзовим способом.

#### Переваги металевої стрепінг-стрічки
- Висока міцність. Металева стреппінг-стрічка має дуже високу міцність і стійкість до розтягування, що дозволяє їй надійно упаковувати важкі вантажі та запобігати їх руйнуванню.
- Стійкість до зовнішніх дій. Металева стреппінг-стрічка стійка до впливу вологи, хімічних речовин та ультрафіолетових променів. Це гарантує збереження товару у процесі транспортування та зберігання.
- Тривалий термін служби. Металева стрепінг-стрічка є довговічною і може використовуватися протягом багатьох років.
- Широкий вибір типорозмірів.

#### Недоліки металевої стрепінг-стрічки
- Потребує спеціального обладнання. Яке має відносно високу вартість.
- Висока вартість: Металева стреппінг-стрічка зазвичай коштує дорожче, ніж інші види пакувальних матеріалів, таких як ПЕТ-стрічка або поліпропіленова стрічка.
- Небезпека ушкодження. Якщо металева стреппінг-стрічка пошкоджується або перерізається, вона може становити небезпеку для людей та товарів навколо неї.
- Негативний вплив на довкілля. При виборіметалевої стреппінг-стрічки необхідно враховувати її негативний вплив на довкілля. При утилізації вона може бути складною у переробці.

## Кордова стрічка
Кордова стрічка є своєрідною новинкою на ринку упаковки. Виготовлена вона з поліестеру або нейлону, укріплена в собі кордом. Вона є дуже міцною та надійною для пакування вантажів та товарів. Проте і найдорожчою, з усіх наведених стрічок.

#### Переваги кордової пакувальної стрічки
- Висока міцність. Кордова пакувальна стрічка має дуже високу міцність та стійкість до розтягування, що дозволяє їй надійно упаковувати важкі вантажі та запобігати їх руйнуванню.
- Стійкість до зовнішніх дій. Кордова пакувальна стрічка стійка до впливу вологи, хімічних речовин та ультрафіолетових променів. Це гарантує збереження товару у процесі транспортування та зберігання.
- Гнучкість та маневреність. Кордова пакувальна стрічка гнучка і маневрена, що дозволяє їй легко обертатися навколо товару, що упаковується і забезпечувати надійну фіксацію вантажу.
- Довговічність. Кордова пакувальна стрічка є довговічною і може використовуватися протягом багатьох років.
- Екологічність. Кордова пакувальна стрічка є екологічно чистим матеріалом, який можна легко утилізувати.

#### Недоліки кордової пакувальної стрічки
- Потребує спеціального обладнання.
- Висока вартість. Кордова пакувальна стрічка зазвичай коштує дорожче, ніж інші види пакувальних матеріалів, таких як ПЕТ-стрічка або поліпропіленова стрічка.
- Кордова пакувальна стрічка може бути підходити для пакування деяких товарів, наприклад, таких як продукти харчування.